# Justyna Budzińska-Tylicka

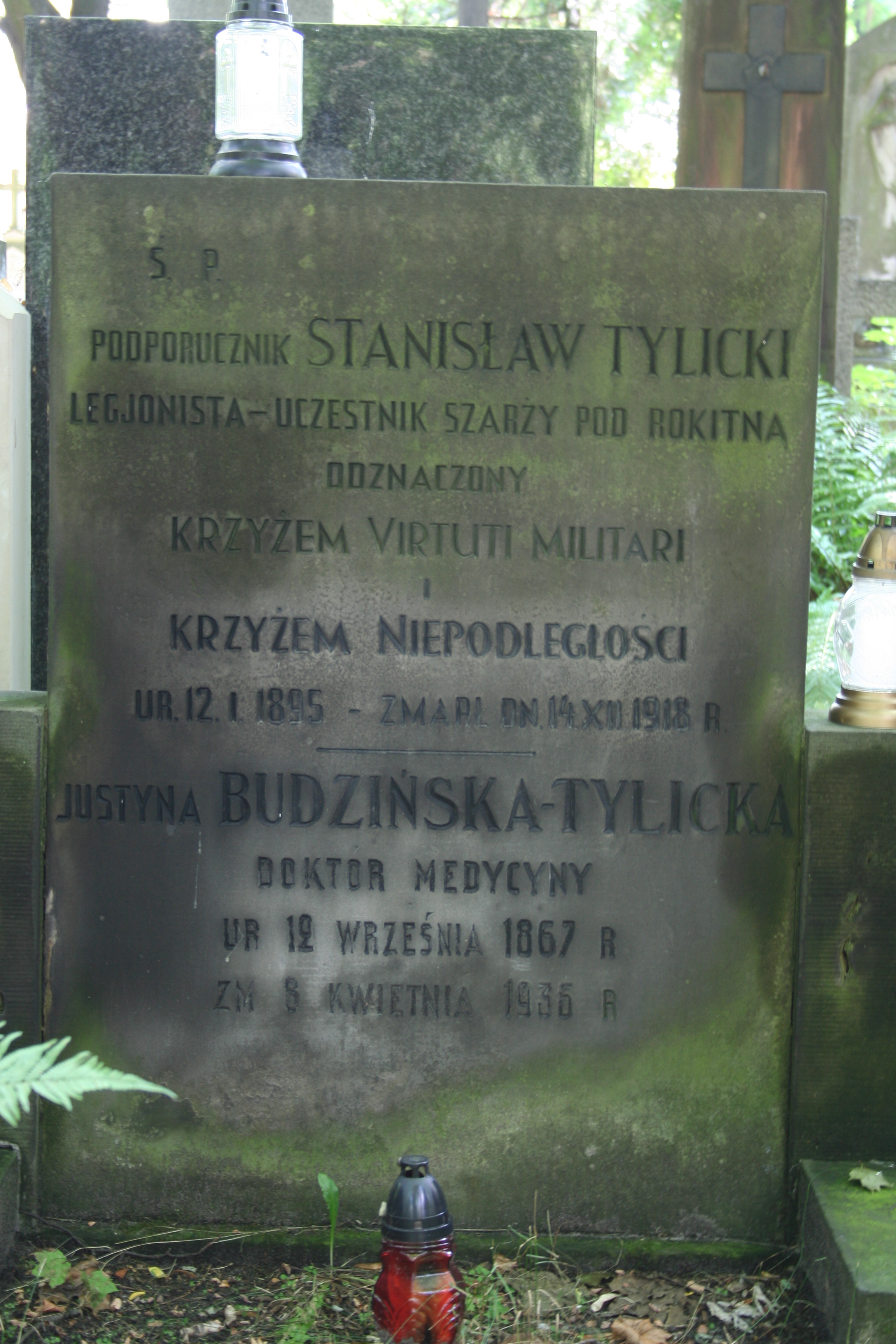
Grób Justyny Budzińskiej-Tylickiej na warszawskim cmentarzu Powązkowskim

Justyna Budzińska-Tylicka (ur. 12 września 1867 w Suwałkach, zm. 8 kwietnia 1936 w Warszawie) – działaczka feministyczna, socjalistyczna i społeczna, polityczka, lekarka.

## Młodość, rodzina
Pochodziła z wielodzietnej rodziny o tradycjach patriotycznych. Jej ojciec, Alfons Budziński, był lekarzem weterynarii. Za udział w powstaniu styczniowym został zesłany na Syberię. Matka Justyna zajmowała się rodziną. Pomimo trudnej sytuacji finansowej rodziny Justyna Budzińska ukończyła jedną z warszawskich pensji, po czym rozpoczęła pracę jako guwernantka w rodzinie ziemiańskiej na Ukrainie.
W 1892 Budzińska wyjechała na studia medyczne do Paryża. W okresie paryskim wyszła za mąż za Stanisława Tylickiego. Podczas studiów urodziła syna Stanisława, a w kilka lat później – córkę Wandę. Wróciła do Polski na wieść o rewolucji 1905. Przyjechała z rodziną do Krakowa, a w 1907 do Warszawy, gdzie Budzińska-Tylicka mieszkała aż do śmierci. W 1895 dołączyła do Związku Zagranicznego Socjalistów Polskich. W 1918 straciła syna, który zmarł podczas pandemii grypy, tzw. hiszpanki po bitwie pod Rokitną, w której brał udział. Z czasem małżeństwo Tylickich rozpadło się.

## Praca lekarska
W 1899 Justyna Budzińska-Tylicka uzyskała dyplom lekarski i rozpoczęła praktykę w Étrépilly koło Meaux pod Paryżem. We wczesnej fazie swojej pracy specjalizowała się w chorobach układu oddechowego i gruźlicy płuc. W późniejszym okresie zajęła się ginekologią. Swoją pracę zawodową łączyła z działalnością społeczną na rzecz prawnej i medycznej ochrony macierzyństwa, kontroli urodzin, zwalczania alkoholizmu i biedy.
Po przeprowadzce do Warszawy Budzińska-Tylicka pracowała jako lekarka w Szpitalu Świętego Ducha (1908−1916). Działała w Towarzystwie Kultury Polskiej (1908−1913) oraz  Towarzystwie Przeciwgruźliczym i Towarzystwie Higieny Praktycznej im. Bolesława Prusa. Podczas I wojny światowej organizowała kursy pierwszej pomocy oraz prowadziła szpital polowy dla żołnierzy. Kierowała też przez jakiś czas zakaźnym szpitalem wojskowym w Pułtusku.
Po zakończeniu I wojny światowej prowadziła w Warszawie własną praktykę lekarską, specjalizując się w chorobach układu oddechowego. W latach 30. przyjmowała w gabinecie przy Godebskiego 14 na Sadybie. Od 1919 do śmierci była członkinią Polskiego Towarzystwa Medycyny Społecznej (w latach 1929−1936 – jako członkini zarządu tej organizacji). W 1923 została członkinią rady I Izby Lekarskiej Warszawsko-Białostockiej. W latach 1929−1931 była członkinią Naczelnej Izby Lekarskiej.
Justyna Budzińska-Tylicka była pionierką w dziedzinie propagowania higieny i zdrowia kobiecego. W latach 1910−1912 jako lekarka i higienistka współpracowała z pensją dla dziewcząt Popielewskiej-Roszkowskiej w Warszawie. W Warszawie współorganizowała Towarzystwach Kolonii Letnich dla Kobiet Pracujących. W 1926 ufundowała Zrzeszenie Lekarek Polskich i została jego wiceprezeską. W 1931 założyła i prowadziła w Warszawie pierwszą w Polsce klinikę świadomego macierzyństwa. Szpital ten utrzymywał liczne kontakty międzynarodowe z postępowymi i feministycznymi środowiskami lekarskimi. Była autorką m.in. prac: Higiena kobiety i kwestie społeczne z nią związane (Warszawa, 1909), która była efektem odczytów organizowanych przez Związek Równouprawnienia Kobiet Polskich, i Świadome macierzyństwo (Warszawa, 1935).

## Działalność społeczna, aktywność w ruchu kobiecym i socjalistycznym
Już podczas pobytu w Paryżu rozpoczęła działalność społeczną i w ruchu socjalistycznym. Udzielała się w związku młodzieży akademickiej „Spójnia”, będąc jego skarbniczką. Nawiązała kontakty z działaczami socjalistycznymi (Kazimierz Kelles-Krauz, Bolesław Motz, Stanisław Wojciechowski, Bolesław Limanowski). Do Polski przewoziła bibułę, pomagała przybyłym z Zurychu Polakom. Na prowincji działała w robotniczej kasie pomocy, przeprowadzała pogadanki na temat zdrowia i higieny.
Po powrocie z Paryża do Polski Justyna Budzińska-Tylicka zaangażowała się w działalność na rzecz równouprawnienia kobiet i ruch feministyczny, współpracując m.in. Kazimierą Bujwidową oraz Marią Turzymą-Wiśniewską. Była aktywistką Związku Równouprawnienia Kobiet Polskich pod przewodnictwem Pauliny Kuczalskiej-Reinschmit. Uczestniczyła w zjeździe kobiet w Krakowie w 1905 i w Warszawie w 1907. Podczas dwuletniego pobytu w Krakowie współpracowała z czasopismem „Nowe Słowo”, była aktywna w Czytelni dla kobiet − brała udział w dyskusjach i wygłaszała referaty, uczestniczyła i przewodziła wiecom organizowanym przez czytelnię. Udzielała się w towarzystwie opieki nad dziećmi i Towarzystwie Szkoły Ludowej. Na dwa lata przed wybuchem I wojny światowej zaangażowała się w prace polskiej Ligi Kobiet Pogotowia Wojennego.
Justyna Budzińska-Tylicka łączyła wiedzę lekarską, poglądy feministyczne i doświadczenia społecznicy z działalnością polityczną. Już w młodości Budzińska zaangażowała się w działalność społeczną i oświatową w środowiskach wiejskich i robotniczych. Na Ukrainie prowadziła szkółkę dla dzieci wiejskich. Podczas studiów w Paryżu zaangażowała się w pomoc socjalną polskim emigrantom. W tym samym czasie zetknęła się z ruchem socjalistycznym. We Francji działała na rzecz higieny i zdrowia w środowiskach robotniczych. Po I wojnie światowej kontynuowała działalność społeczną w licznych towarzystwach trzeźwości, zwalczania gruźlicy i promowania higieny. W 1895 przez krótki okres była członkinią sekcji paryskiej Związku Zagranicznego Socjalistów Polskich. Używała pseudonimu „Wisła”. W latach późniejszych łączyła ideowo działalność feministyczną ze współpracą z Polską Partią Socjalistyczną.
W latach 1916−1921 była prezeską Warszawskiego Klubu Wioślarek, pierwszego klubu sportowego na ziemiach Polski zrzeszającego wyłącznie kobiety.

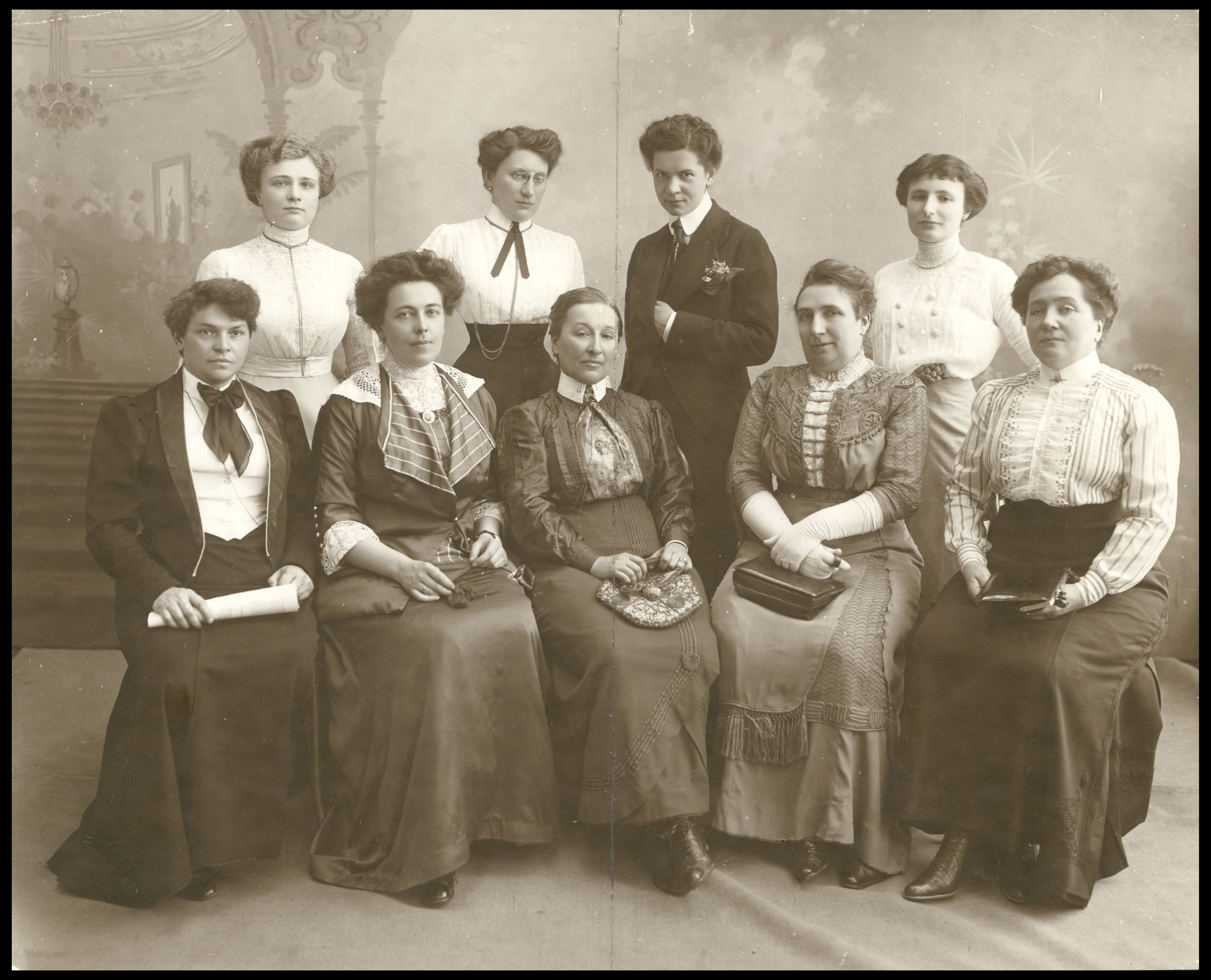
Komitet warszawski wystawy pracy kobiety polskiej w Pradze, 1912. Stoją od lewej: Eugenia Waśniewska, Wanda Stokowska, Wanda Herse, Zofia Tabęcka. Siedzą od lewej: Justyna Budzińska-Tylicka, Helena Zaborowska, Zofia Stankiewicz, Paulina Dickstein, Maria Papieska.

W 1912 była wiceprzewodniczącą warszawskiego komitetu wystawy pracy kobiet polskich w Pradze. W 1917 pełniła funkcję przewodniczącej Komitetu Organizacyjnego drugiego Zjazdu Kobiet Polskich w Warszawie, który odbył się w dniach 8−9 września. Po jego zakończeniu weszła w skład komitetu wykonawczego. Zabiegała najpierw u Rady Regencyjnej, a następnie u Tymczasowego Naczelnika Państwa Józefa Piłsudskiego o realizację postulatu praw wyborczych dla kobiet. Działania zakończyły się sukcesem.
W 1918 podczas Kongresu II Międzynarodówki w Brukseli powołano Wydział Kobiecy PPS jako część Międzynarodowego Socjalistycznego Komitetu Kobiet, a Justyna Budzińska-Tylicka została jego wiceprezeską. W tym samym roku władze odrodzonej Rzeczypospolitej Polskiej przyznały kobietom prawo do głosowania. W 1919 wraz z Teodorą Męczkowską i Zofią Daszyńską-Golińską Budzińska-Tylicka utworzyła Klub Polityczny Kobiet Postępowych, którego celem było promowanie obecności kobiet w życiu politycznym. Budzińska-Tylicka objęła funkcję przewodniczącej Klubu. Pisała m.in. do „Głosu Kobiet” i „Steru”.
W tym samym czasie KPKP nawiązał współpracę z Międzynarodowym Związkiem na Rzecz Emancypacji Kobiet (International Woman Suffrage Alliance (IWSA)). W 1920 na kongres IWSA w Genewie KPKP przedstawił raport O stanie sprawy kobiecej w Polsce. Podczas kolejnego kongresu IWSA w Rzymie w 1923 Justyna Budzińska-Tylicka i Księżna Alexandrina Cantacuzino reprezentująca Rumunię zaproponowały, aby w ramach IWSA utworzyć Małą Ententę Kobiet (Little Entente of Women (LEW)), co też uczyniono. W 1929 Zjazd LEW odbył się w Polsce. Na IV Zjeździe LEW w Pradze w 1927 Justyna Budzińska-Tylicka została wybrana przewodniczącą Małej Ententy Kobiet, a Zarząd Główny tej organizacji został przeniesiony do Warszawy.
W 1921 z inicjatywy Budzińskiej-Tylickiej, w ramach KPKP, powstała Polska Liga Kobiet na Rzecz Pokoju i Wolności, jako sekcja polska powstałej w 1919 Międzynarodowej Ligi Kobiet na Rzecz Pokoju i Wolności (WILPF). Budzińska-Tylicka uczestniczyła w zjazdach tej organizacji w Wiedniu (1921), Waszyngtonie (1924), Innsbrucku (1925), Dublinie (1926) i Pradze (1929). Polska sekcja tej organizacji zaangażowała się w budowanie dialogu z Niemcami na temat mniejszości niemieckiej w Polsce. Budzińska-Tylicka reprezentowała stronę polską podczas polsko-niemieckich konferencji w Bytomiu i Katowicach w 1927.
W 1922 Justyna Budzińska-Tylicka wstąpiła do PPS. W 1926 została członkinią Centralnego Wydziału Kobiecego PPS, a w 1930 jego przewodniczącą. W latach 1919−1935 pełniła obowiązki radnej w Radzie Miasta Warszawy początkowo z ramienia z KPKP, a od 1922 jako radna PPS. W 1927 została członkinią zarządu Związku Miast Polskich. W 1930 była prezydentem Robotniczych Towarzystw Służby Społecznej, organizacji powołanej przez PPS, w której promowała kontrolę urodzin. W 1935 została powołana do Zarządu Głównego Polskiego Związku Myśli Wolnej.
Działała w założonej przez Tadeusza Boya-Żeleńskiego i Irenę Krzywicką Poradni Świadomego Macierzyństwa wraz z Dorotą Kłuszyńską oraz dr Hermanem (Henrykiem) Rubinrautem.
Budzińska-Tylicka sprzeciwiała się rządom sanacji. W proteście przeciwko procesowi brzeskiemu współorganizowała demonstracje Centrolewu. W 1931 została aresztowana przez władze sanacyjne i skazana na rok więzienia, ale wyrok zmieniono w wyniku apelacji. W 1935 była jedną z sygnatariuszek apelu domagającego się uwolnienia więźniów politycznych i zamknięcia obozu w Berezie Kartuskiej. Pozostała aktywistką PPS do śmierci. Zmarła nagle, a jej pogrzeb w Warszawie stał się manifestacją PPS.
Spoczywa wraz ze swoim synem na cmentarzu Powązkowskim w Warszawie (kw. 183-VI-2).

## Upamiętnienie
W 1937 poradnia świadomego macierzyństwa w Warszawie otrzymała imię Justyny Budzińskiej-Tylickiej.
W Warszawie na Pradze-Północ znajduje się zespół przystankowy Budzińskiej-Tylickiej, zlokalizowany w pobliżu ulicy jej imienia.
W 2018 premierę miał film w reżyserii Marty Dzido i Piotra Śliwowskiego Siłaczki. Jedną z bohaterek jest Budzińska-Tylicka, w którą wcieliła się Marta Ojrzyńska.
W 2018 Budzińska-Tylicka była nominowana w plebiscycie na Warszawiankę Stulecia.
W 2019 Budzińska-Tylicka była bohaterką projektu realizowanego przez grupę uczennic I SLO „Bednarska” w Warszawie w ramach programu Szkoła Dziedzictwa.ONA, prowadzonego przez Bramę Poznania ICHOT.